# ستوارت فاندلاي
ستوارت فاندلاي (بالإنجليزية: Stuart Findlay)‏ (14 سبتمبر 1995 في المملكة المتحدة - ) هو لاعب كرة قدم بريطاني في مركز قلب الدفاع. شارك مع منتخب اسكتلندا تحت 16 سنة لكرة القدم ومنتخب اسكتلندا تحت 17 سنة لكرة القدم ومنتخب اسكتلندا تحت 19 سنة لكرة القدم ومنتخب اسكتلندا تحت 21 سنة لكرة القدم. أما مع النوادي، فقد لعب مع نادي سلتيك ونادي كيلمارنوك ونادي دمبرتون ونادي غرينوك مورتون.

## وصلات خارجية
- ستوارت فاندلاي على موقع الاتحاد الأوربي (الإنجليزية)
- ستوارت فاندلاي على موقع الاتحاد الإسكتلندي (الإنجليزية)
- ستوارت فاندلاي على موقع الدوري الأمريكي (الإنجليزية)
- ستوارت فاندلاي على موقع قاعدة بيانات كرة القدم.إي يو (الإنجليزية)
- ستوارت فاندلاي على موقع Soccerbase.com (لاعب) (الإنجليزية)
- ستوارت فاندلاي على موقع Soccerway.com (الإنجليزية)
- ستوارت فاندلاي على موقع AS.com (الإسبانية)